# Кошачий язык

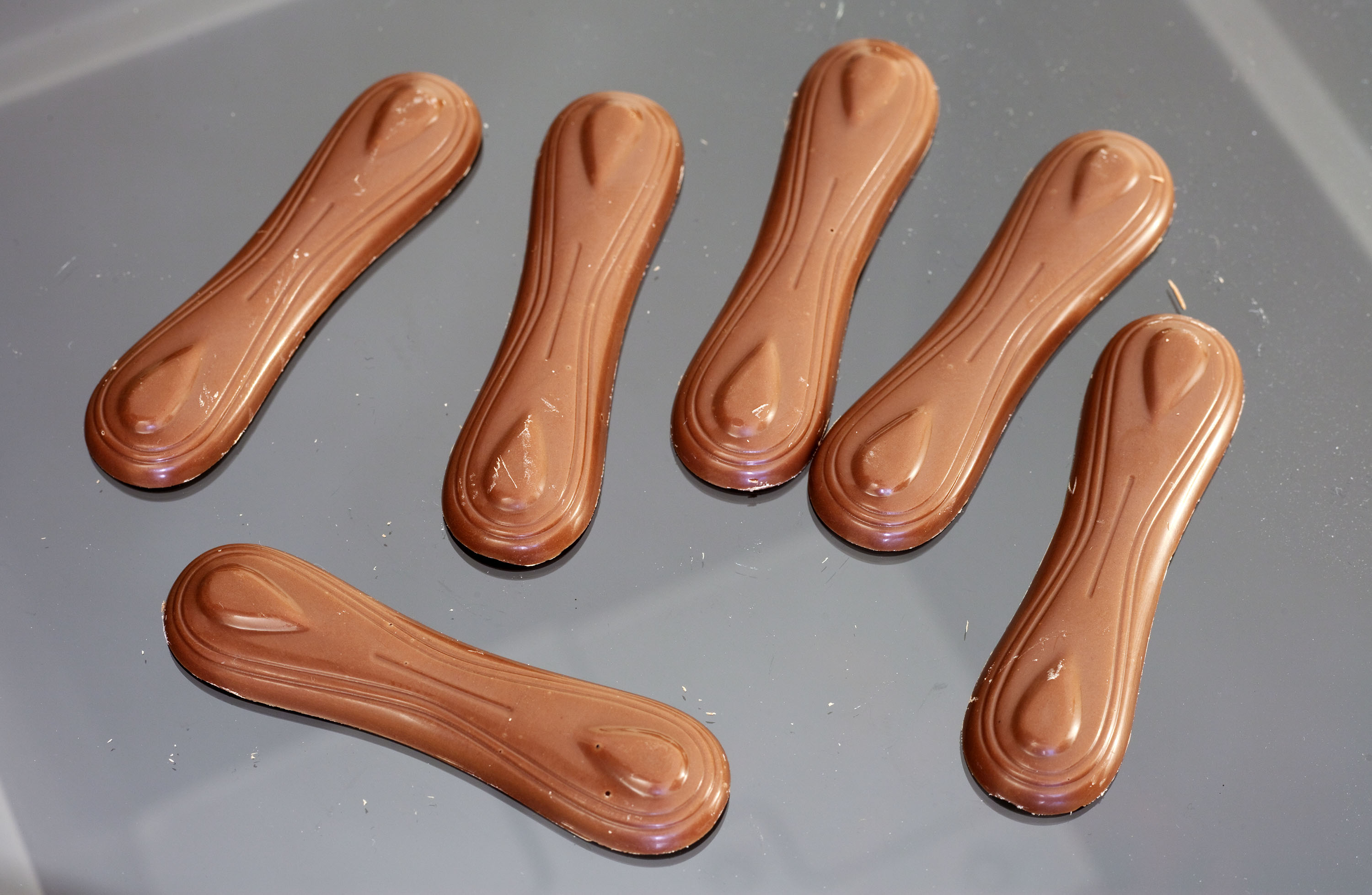
«Кошачий язык» в шоколаде

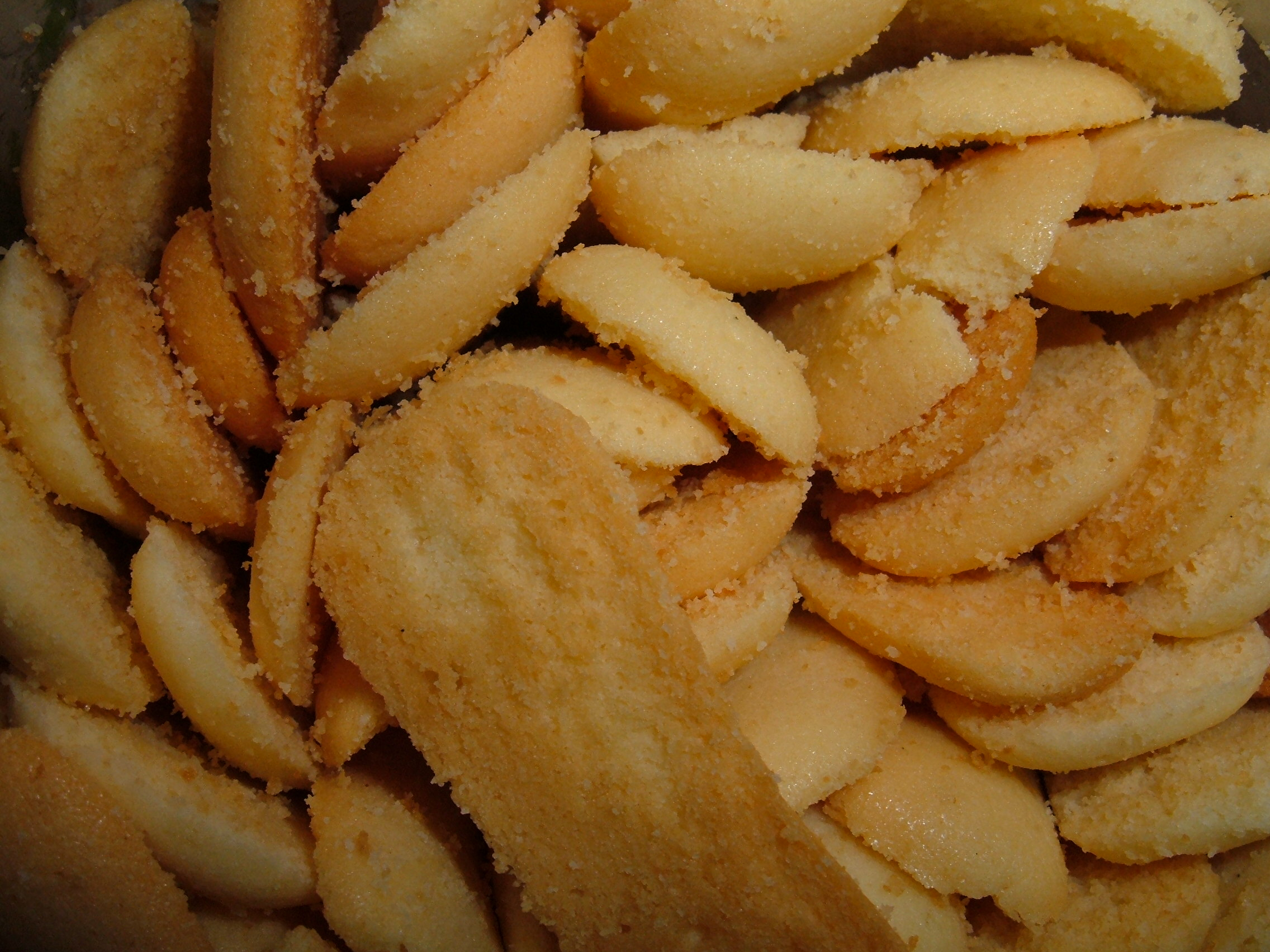
Печенье «Кошачий язык»

«Кошачий язык» (англ. Cat tongue) — печенье, популярное в ряде европейских, азиатских и южноамериканских стран. Название связано с тем, что по своей форме печенье отдалённо напоминает кошачий язык (длинный и плоский). Печенье сладкое и хрустящее. Его можно использовать для непосредственного употребления в пищу или как ингредиент кондитерских изделий.

## Описание
Печенье продолговатой формы, длиной от пяти до восьми сантиметров. Его изготавливают из яичного белка, пшеничной муки, сахара, сливочного масла и ванили или молочного шоколада, тёмного шоколада и белого шоколада. В зависимости от желаемой консистенции можно добавить обычное или сгущенное молоко или масло. Полученную массу выпекают в духовке до готовности. Дополнительные ингредиенты могут включать шоколад, цитрусовые и специи. Печенье обычно готовится с начинкой из десерта ганаш, сливок или джема. Иногда его погружают в шоколад. Во Франции печенье часто подают с щербетом или мороженым, используют при приготовлении тортов.
При приготовлении используют форму, в которую помещают тесто для печенья, а затем выпекают. По-французски эта форма называется langue-de-chat. Она также используется при приготовлении дамских пальчиков и эклеров.
На Канарских островах печенье подают к десерту Бьенмесабе.

## История
Шоколадные кошачьи языки начали выпускаться ещё до 1900 года. Австрийская компания Küfferle  производит их с 1892 года. В других странах Европы такие компании, как Sarotti, Hachez и Halloren, также производят кошачьи языки. В Бразилии они выпускаются фирмами Zermatt и Kopenhagen. В Чили они производятся компанией Costa под названием Lengüitas de gato. В Венгрии распространена точка зрения, что венгерский кондитер швейцарского происхождения Эмиль Жербо, владелец будапештского кафе «Жербо» (фр. Café Gerbeaud), изобрёл этот деликатес в конце 1880-х годов.